# Norwegisch-schwedische Beziehungen
Die Norwegisch-schwedischen Beziehungen bezeichnen das zwischenstaatliche Verhältnis zwischen Norwegen und Schweden. Aufgrund der direkten Nachbarschaft und einer langen gemeinsamen Geschichte bestanden bereits im Mittelalter enge Kontakte. Zeitweise waren beide Länder unter einer Krone vereint, erstmals 1319–1355 in einer Personalunion, danach im Rahmen der Kalmarer Union (1397–1523) und schließlich erneut während der schwedisch-norwegischen Union (1814–1905), nachdem Norwegen durch den Kieler Frieden von Dänemark an Schweden gefallen war. Diese Union wurde 1905 friedlich aufgelöst, was den Weg für eine freundschaftliche Nachbarschaft ebnete. Beide Länder sind heute u. a. gemeinsam Teil des Nordischen Rats, des Arktischen Rates, des Ostseerates, des Europarates, der OSZD, der OECD und der NATO.

## Geschichte

### Frühe Kontakte und Personalunionen

Kalmarer Union (ca. 1400)

Schweden und Norwegen waren bereits im Mittelalter und der frühen Neuzeit teils dynastisch verbunden. So entstand 1319 unter König Magnus Eriksson eine erste Personalunion, die bis 1355 andauerte. Ab 1397 gehörten beide Reiche zur von der dänischen Königin Margarethe I. initiierten Kalmarer Union, einer Vereinigung aller drei nordischen Königreiche unter einem Monarchen. Diese Union zerbrach 1523, als Schweden sich unter Gustav I. Wasa daraus löste, während Norwegen bei Dänemark verblieb. Danach prägten Rivalität und Kriege das Verhältnis zwischen Schweden und Dänemark-Norwegen. Mehrfach kam es zu Grenzveränderungen zugunsten Schwedens: Im Torstenssonkrieg erzwang Schweden im Frieden von Brömsebro 1645 die Abtretung der norwegischen Provinzen Jämtland und Härjedalen und im Frieden von Roskilde 1658 verlor Norwegen unter anderem Bohuslän an Schweden, die die kurzzeitig ebenfalls abgetretene Provinz Trøndelag erhielt Norwegen dagegen 1660 zurück. Trotz dieser Konflikte bestanden auch wirtschaftliche Kontakte – etwa Handel mit Holz, Erz und Fischereiwaren über die lange gemeinsame Grenze. Gegen Ende des 18. Jahrhunderts lebten in beiden Ländern aufklärerische Ideen auf, und es gab Bestrebungen, die nordischen Königreiche politisch anzunähern, jedoch ohne durchschlagenden Erfolg.

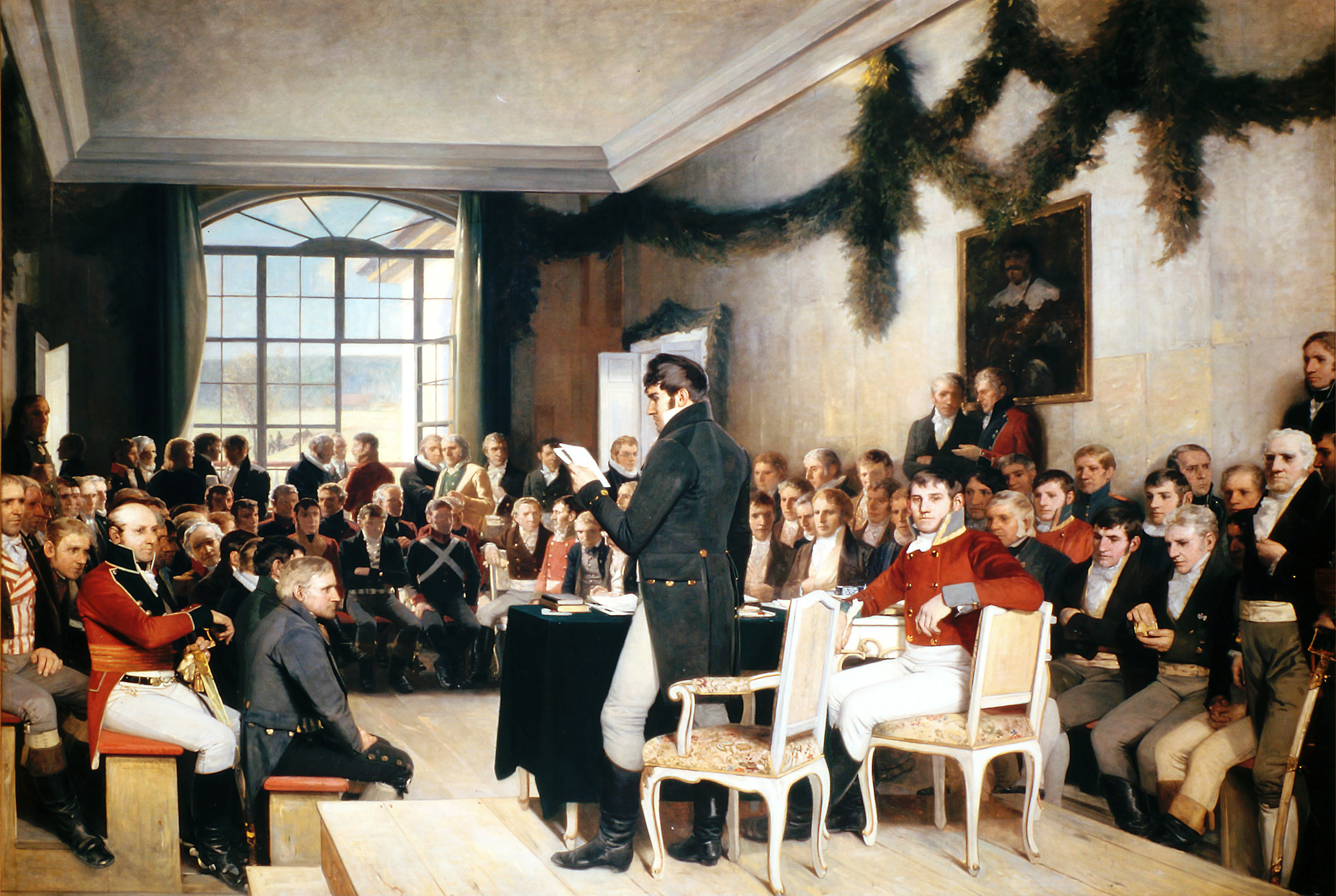
Reichsversammlung von Eidsvoll, 1814

Während der Napoleonischen Kriege wechselte Schweden seine Bündnisse und verlor 1809 Finnland an Russland. Dänemark-Norwegen hingegen stand auf Seiten Napoleons und erlebte 1814 eine schwere Niederlage. Im Januar 1814 zwang der Kieler Frieden Dänemark, Norwegen an Schweden abzutreten. Die Norweger reagierten mit einer Unabhängigkeitserklärung: Am 17. Mai 1814 verabschiedete der norwegische Reichstag in Eidsvoll eine liberale Verfassung und wählte den dänischen Prinzen Christian Frederik zum König. Schweden – vertreten durch Kronprinz Karl XIV. Johann (der französische General Jean-Baptiste Bernadotte) – akzeptierte dies jedoch nicht und marschierte im Sommer 1814 mit etwa 50.000 Soldaten in Norwegen ein. Nach kurzen Kämpfen (u. a. Gefechte um die Festung Fredriksten und bei der Kjølberg-Brücke) kapitulierte Norwegen teilweise. Am 14. August 1814 wurde im Konventionsfrieden von Moss eine Einigung erzielt. Norwegen erkannte die schwedische Oberhoheit an, durfte jedoch seine Eidsvoll-Verfassung (eine der liberalsten ihrer Zeit) mit gewissen Anpassungen beibehalten und in Personalunion mit Schweden treten. König Christian Frederik dankte ab, und der schwedische König Karl XIII. (in Norwegen als Karl II. bekannt) wurde gemeinsames Staatsoberhaupt. Diese Personalunion, offiziell „Vereinigte Königreiche von Schweden und Norwegen“ genannt, begann im November 1814 und sollte knapp ein Jahrhundert bestehen.

### Union zwischen Schweden und Norwegen (1814–1905)

Norwegisch-schwedische Flagge (1844–1905)

Die schwedisch-norwegische Union war insofern einzigartig, als beide Staaten ihre eigenen Verfassungen, Parlamente, Gesetze, Verwaltungen, Währungen und Armeen behielten. Verbindend waren der Monarch – der zugleich König von Schweden und Norwegen war – und eine gemeinsame Außen- und Konsulatspolitik, die von Stockholm aus gelenkt wurde. Norwegen hatte also zwar innenpolitische Autonomie, sah sich aber außenpolitisch in einer untergeordneten Stellung. In der frühen Phase der Union nahmen die Norweger diese Konstruktion zähneknirschend hin; das norwegische Parlament (Storting) erreichte 1821 zumindest, dass die eigene Flagge (mit einem Unionszeichen im Eck) eingeführt wurde. Die königliche Statthalterstelle (Reichsstatthalter in Norwegen), die meist mit einem Schweden besetzt war, wurde 1873 auf norwegischen Druck abgeschafft – seither führte der norwegische Regierungschef den Titel Ministerpräsident und residierte in Christiania (Oslo).
Im Laufe des 19. Jahrhunderts erstarkte in Norwegen der Nationalismus. Mehrfach gab es Konflikte mit Stockholm, z. B. den sogenannten „Staatsratskonflikt“ über die Mitwirkung der Norweger an der Außenpolitik oder Debatten um Gleichberechtigung im diplomatischen Dienst. Besonders der Streit um einen eigenen norwegischen Konsularservice eskalierte gegen Ende des Jahrhunderts: Norwegen verlangte das Recht, eigene Konsulate im Ausland einzurichten, um Handelsinteressen selbst zu vertreten, während Schweden dies aus unionspolitischen Gründen verweigerte. Mehrfach verabschiedete das norwegische Storting Gesetze zur Einrichtung eines eigenständigen Konsulardienstes, die König Oskar II. jedoch konsequent mit Veto blockierte. Diese Krise spitzte sich 1905 dramatisch zu, als am 7. Juni die norwegische Regierung unter Christian Michelsen geschlossen zurücktrat, nachdem der König erneut ein Konsulatsgesetz nicht bestätigt hatte. Da Oskar II. keine neue norwegische Regierung benennen konnte (und wollte), erklärte das Storting einseitig, der König habe „die Funktionen als König von Norwegen nicht mehr ausüben können“ – womit die Auflösung der Union proklamiert wurde. In Norwegen bestätigte ein Referendum am 13. August 1905 mit überwältigender Mehrheit die Loslösung: 368.208 Stimmbürger stimmten für die Unionsbeendigung, nur 184 dagegen (Frauen, damals noch nicht wahlberechtigt, bekundeten in separaten Unterschriftenaktionen ebenfalls massenhaft ihre Unterstützung).
Nach einigen Wochen angespannter diplomatischer Kontakte – beide Seiten mobilisierten sogar Truppen an der Grenze – kam es in der schwedischen Stadt Karlstad zu Verhandlungen über die Bedingungen der Trennung. Am 23. September 1905 einigten sich die Delegationen auf einen Kompromiss, den Vertrag von Karlstad, und verhinderten damit einen Krieg. Schweden willigte ein, die norwegische Entscheidung zu respektieren, forderte aber u. a. die Schleifung der Grenzfestungen (wie Festung Fredriksten) als Sicherheitsmaßnahme. König Oskar II. erkannte Norwegen in der Folge offiziell als unabhängigen Staat an; am 26. Oktober 1905 verzichtete er auf den norwegischen Thron. Ein Angebot, einen schwedischen Prinzen als neuen norwegischen König zu stellen, lehnte Norwegen ab. Stattdessen wählte das norwegische Volk in einem separaten Votum Prinz Carl von Dänemark und Island zum König, der als Haakon VII. am 25. November 1905 den Thron bestieg. Die friedliche Lösung der Krise – kein Schuss fiel – wurde international als zivilisierter Präzedenzfall gelobt. Schweden und Norwegen schlossen in den Folgejahren einen Freundschafts- und Integritätsvertrag (1907), in dem Schweden die norwegische Unverletzlichkeit anerkannte und beide Seiten Neutralität im Konfliktfall versprachen. Damit endete die schwedisch-norwegische Union nach 91 Jahren; Norwegen war fortan ein souveränes Königreich.

### Beziehungen seit 1905

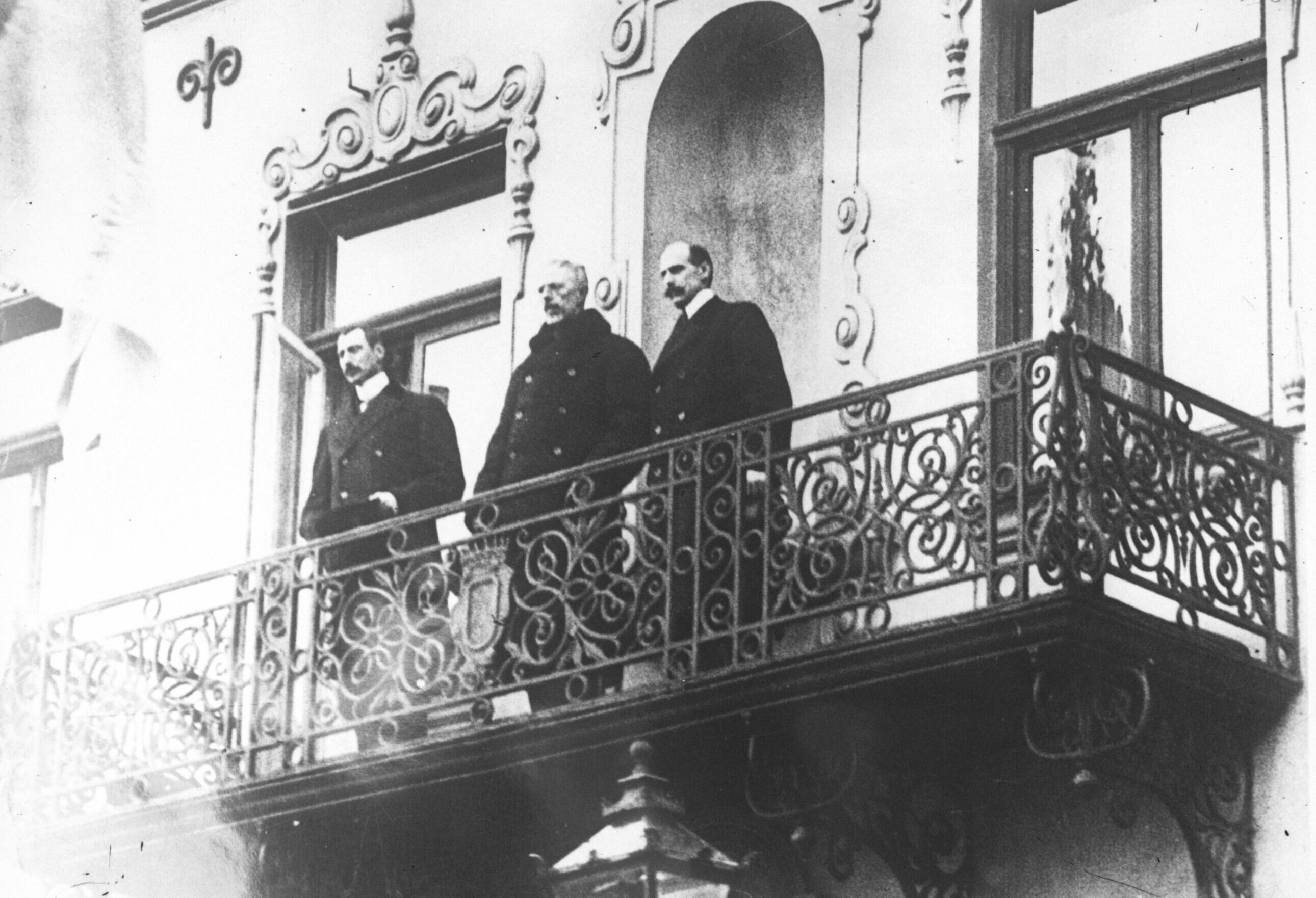
Treffen von Haakon VII. (Norwegen), Gustav V. (Schweden) und Christian X. (Dänemark) in Malmö (1914)

Nach der Trennung normalisierten sich die Beziehungen rasch. Bereits kurz nach 1905 nahmen Schweden und Norwegen volle diplomatische Beziehungen als gleichberechtigte Staaten auf. Norwegen war dem Nachbarn dankbar, dass die Unabhängigkeit ohne Krieg erlangt werden konnte; in Schweden wiederum trug die gewaltfreie Lösung zur Selbstwahrnehmung als friedliebende Nation bei. In beiden Ländern blieb zwar eine gewisse gegenseitige Skepsis im politisch-konservativen Lager bestehen, doch dominierten bald freundschaftliche Kontakte. Im Ersten Weltkrieg erklärten sich sowohl Schweden als auch Norwegen für neutral; man bemühte sich, Handelsfragen gemeinsam zu regeln und Engpässe gemeinsam die abzufedern. Während Norwegen 1940 von nationalsozialistischen Truppen besetzt wurde, hielt Schweden im Zweiten Weltkrieg an seiner Neutralität fest. Gleichwohl unterstützte Schweden die Norweger auf subtile Weise: Norwegische Flüchtlinge fanden in Schweden Zuflucht, und es wurden Norweger auf schwedischem Boden militärisch ausgebildet, um ihr Heimatland zu befreien. Nach 1945 festigten sich die Bande weiter. Beide Länder engagierten sich 1946 in der UNO und gründeten 1952 gemeinsam mit Dänemark, Island und Finnland den Nordischen Rat. Sicherheitspolitisch schlugen sie zwar unterschiedliche Wege ein – Norwegen gehörte 1949 zu den Gründungsmitgliedern der NATO, während Schweden eine Politik der bündnisfreien Neutralität verfolgte – doch beeinträchtigte dies die bilaterale Kooperation kaum. Im Kalten Krieg arbeiteten Stockholm und Oslo eng bei der Vertrauensbildung zwischen NATO und Ostblock zusammen und blieben wirtschaftlich und kulturell stark verflochten.
Ein wichtiger Schritt für die wirtschaftliche Integration beider Staaten war die Einführung der nordischen Passunion (1954) und später die Teilnahme Norwegens an der EFTA, während Schweden 1995 der EU beitrat. Die offene Grenze und die Sprachverwandtschaft erleichterten die Mobilität: Zehntausende Schweden und Norweger leben und arbeiten jeweils im Nachbarland, was familiäre und gesellschaftliche Verflechtungen geschaffen hat. Auch auf höchster Ebene betonten die Staaten ihre Nähe. Im 21. Jahrhundert blieben die Beziehungen exzellent. Beide Länder teilen Werte wie Demokratie, sozialen Wohlfahrtsstaat und internationale Solidarität und treten oft abgestimmt auf. Sie kooperieren intensiv in Fragen der Energie (z. B. Verbund der Stromnetze) und beim Umwelt- und Klimaschutz im hohen Norden. Als Schweden infolge des russischen Angriffs auf die Ukraine 2022 seine bündnisfreie Sicherheitspolitik aufgab und den NATO-Beitritt beantragte, begrüßte Norwegen dies ausdrücklich und sagte Schweden bis zum Beitritt Schutz zu. Beide Länder haben in Nordeuropa bei der Stärkung ihrer Verteidigungsbereitschaft gegenüber Russland kooperiert.

## Wirtschaftsbeziehungen
Die Volkswirtschaften Schwedens und Norwegens sind eng verflochten. Schweden ist einer von Norwegens wichtigsten Handelspartnern: 2023 gingen rund 7,7 % der norwegischen Warenausfuhren nach Schweden, und etwa 10,8 % der norwegischen Importe stammten aus Schweden. Umgekehrt gehört Norwegen ebenfalls zu den größten Auslandsmärkten für Schweden – insbesondere Energie und Rohstoffe aus Norwegen sowie industrielle Erzeugnisse aus Schweden prägen den Austausch. Traditionell liefert Norwegen Erdöl und Erdgas, elektrische Energie (Wasserkraft) und Fischeierzeugnisse nach Schweden, während Schweden bevorzugt Maschinen, Fahrzeuge, chemische Produkte und Konsumgüter nach Norwegen exportiert. Der Warenaustausch profitiert davon, dass Norwegen über den Europäischen Wirtschaftsraum (EWR) am EU-Binnenmarkt teilhaben kann. Zollschranken existieren kaum, die Grenze kann frei passiert werden. Beide Länder haben eine lange Tradition grenzüberschreitender Wirtschaftskooperation fort. So gab es in der Schwerindustrie und im Bankensektor mehrfach Firmenzusammenschlüsse über die Grenze hinweg. Beispielsweise ist der schwedische Automobilhersteller Volvo auch in Norwegen stark vertreten, während norwegische Unternehmen (etwa im Energiebereich) in Schweden investieren.
Die enge wirtschaftliche Verknüpfung zeigt sich auch im Alltag: Tausende Norweger besuchen regelmäßig schwedische Grenzorte für Einkäufe („Harryhandel“), da bestimmte Waren (etwa Lebensmittel und Alkohol) in Schweden preiswerter sind. Umgekehrt pendeln viele Schweden zur Arbeit nach Norwegen, insbesondere im Dienstleistungssektor, wo Löhne teils höher sind.

## Kulturbeziehungen
Kulturell sind Schweden und Norwegen traditionell eng verbunden. Beide Länder teilen das skandinavische Erbe, und die norwegische und schwedische Sprache sind eng verwandt und zu einem großen Teil gegenseitig verständlich. Diese sprachliche und kulturelle Nähe führte historisch zu einem regen Austausch in Literatur, Kunst und Wissenschaft. Die Königsfamilien beider Länder stehen in engem Kontakt; noch heute sind die skandinavischen Monarchien miteinander verwandt und pflegen gegenseitige Besuche. Offizielle kulturelle Zusammenarbeit findet im Rahmen des Nordischen Kulturfonds statt, insbesondere über den Nordischen Rat, der die gegenseitigen Kulturbeziehungen fördert. So gibt es zahlreiche gemeinsame Kulturprojekte, beispielsweise den vom Nordischen Rat jährlich vergebenen Nordischen Musik- und Literaturpreis, bei dem schwedische und norwegische Beiträge oft prominent vertreten sind.
Institutionell unterhalten beide Länder Kultur- und Spracheinrichtungen im jeweils anderen Land. In Oslo existiert das Schwedische Kulturzentrum „Voksenåsen“, das nach dem Zweiten Weltkrieg als Geschenk Schwedens an Norwegen gestiftet wurde und heute als Begegnungsstätte für Kunst, Musik und Dialog dient. Ebenso fördert das Schwedische Institut in Norwegen Sprachkurse und Austauschprogramme. Norwegen unterhält seinerseits norwegische Häuser/Clubs in Stockholm und anderen schwedischen Städten, um norwegische Kultur zu präsentieren. Auf kommunaler Ebene bestehen über 100 schwedisch-norwegische Städtepartnerschaften, die den direkten Bürgerkontakt fördern. Popkulturell finden schwedische Musik, Filme und Literatur in Norwegen ein großes Publikum, und umgekehrt haben norwegische Produktionen wie die Serien „Skam“ oder die Romane von Jo Nesbø viele Fans in Schweden. Nicht zuletzt ist auch der Sport ein verbindendes Element, da beide Länder als Hochburgen des Wintersports gelten.

## Diplomatische Standorte
- Norwegen hat eine Botschaft in Stockholm und Generalkonsulate in Göteborg, Sundsvall und Malmö.
- Schweden hat eine Botschaft in Oslo.

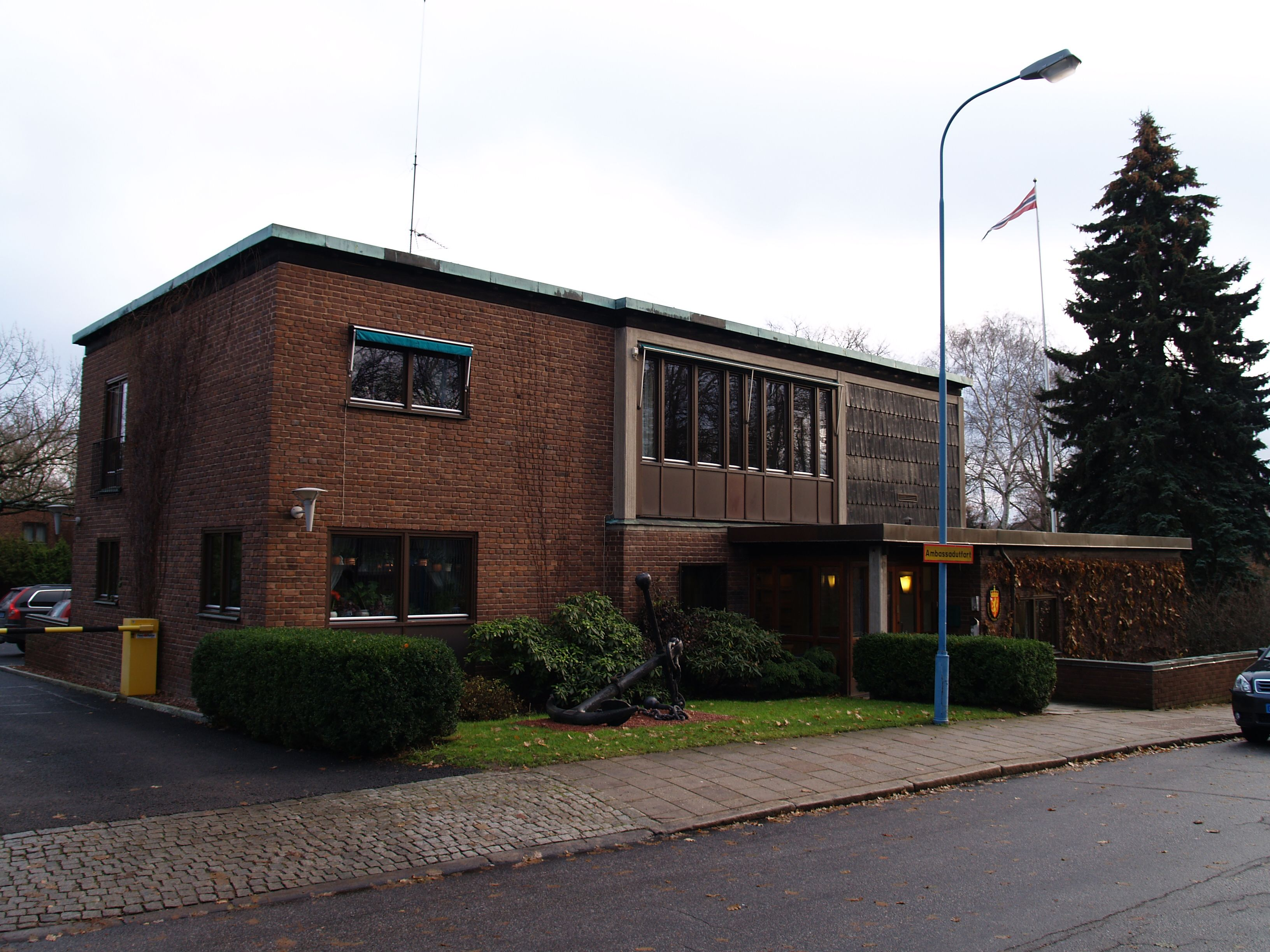
Norwegische Botschaft in Stockholm
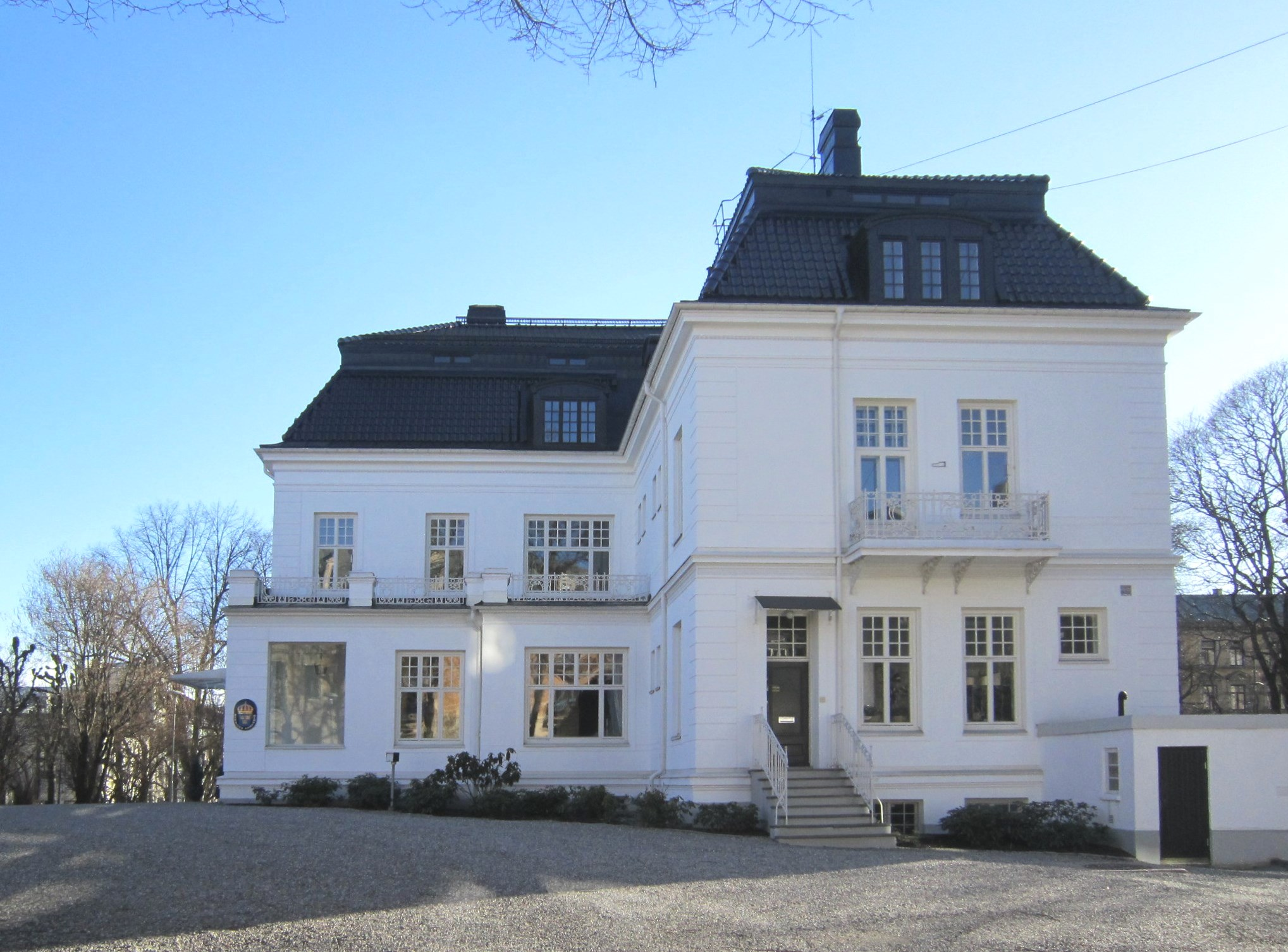
Schwedische Botschaft in Oslo